# コンクリート積みブロック施工技能士
コンクリート積みブロック施工技能士（コンクリートづみブロックせこうぎのうし）とは、国家資格である技能検定制度の一種で、かつて都道府県職業能力開発協会）が実施していた、コンクリート積みブロック施工に関する学科及び実技試験に合格した者をいう。受検者減少により2011年（平成23年）11月2日にコンクリート積みブロック施工の職種は廃止された。